# Tábor (Má vlast)

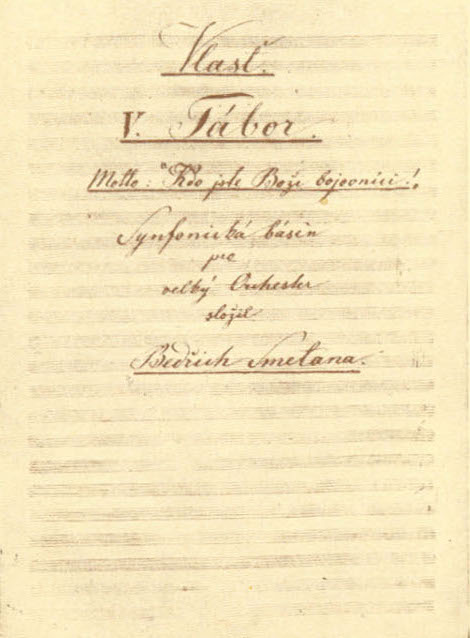
Titulní strana k originální partituře

Tábor je symfonická báseň z šestidílného cyklu Má vlast, která bývá hrávána jakožto pátá v pořadí. Jejím autorem je Bedřich Smetana. Smetana skladbu dokončil 13. prosince 1878, prvně byla hrána 4. ledna 1880. Tábor představuje oslavu husitství, na skladbu bezprostředně navazuje Blaník.
Sám autor o této skladbě napsal:
„Motto: Kdož jste boží bojovníci! Z této velebné písně pozůstává celá stavba skladby. V sídle hlavním – v Táboře – zazněl tento zpěv zajisté nejmohutněji a nejčastěji. Skladba líčí též pevnou vůli, vítězné boje a vytrvalost, a tvrdošíjnou neústupnost, kterou skladba též také končí. Do detailu se nedá rozdrobit, nýbrž zahrne všeobecnou slávu a chválu husitských bojů a nezlomnost povahy husitův.“